# Cathédrale de Gallese
La cathédrale de Gallese est une église catholique romaine de Gallese, en Italie. Il s'agit d'une cocathédrale du diocèse de Civita Castellana.